# 杉戸町立図書館
杉戸町立図書館（すぎとちょうりつとしょかん）は、埼玉県北葛飾郡杉戸町が設立・運営する公共図書館である。

## 概要
この杉戸町立図書館は「カルスタすぎと」内に設けられた杉戸町が運営する公立図書館であり、同町に在住・在勤・在学する者の他、久喜市・幸手市・春日部市・蓮田市・白岡市・南埼玉郡宮代町の在住者も広域利用により利用することができる。
杉戸町では町立図書館の他、中央公民館（杉戸3丁目）・東公民館（大字並塚）・西公民館（高野台西3丁目）・南公民館（大字堤根）・泉公民館（大字宮前）においても図書室が設けられており、この図書室においても町立図書館と同一の貸出カードによる貸出・返却業務を行っている。各公民館図書室の利用時間は9時00分 - 19時30分である。

## 町立図書館
アクセス
- 東武動物公園駅東口より朝日バス「吉田橋・境車庫」行きに乗車、「長八橋」バス停にて下車、北東へ（倉松川の上流方面へ）徒歩約15分（距離約800m）。（「東武動物公園駅⇒吉田橋～境車庫」　朝日自動車ホームページ）
- 杉戸高野台駅西口より町内巡回バスの「北コース 右回り」に乗車、「生涯学習センター（乗車約11分）」にて下車、バス停より徒歩約1分。運賃は100円。（町内巡回バス　杉戸町ホームページ）
- 杉戸高野台駅東口より南東へ（矢落堀の下流方面へ）徒歩にて約20分。[3]（距離約1km）

休館日
- 毎週月曜日 - この他、例外あり。[4]

開館時間
- 火曜日 - 日曜日 - 9時00分 - 19時00分